# Bòreas
Segons la mitologia grega, Bòreas o Bòrees (en grec antic Βορέας), era la personificació del vent del nord i era una de les quatre divinitats de l'element aeri. Vivia a Tràcia, que a Grècia és la regió més freda. Se'l representava com un ésser alat, de gran força física, barbut i vestit normalment amb una túnica curta. Era considerat el més violent de tots i el seu buf portava el fred hivernal a la terra. El país d'Hiperbòria estava situat "més enllà del nord", i el seu nom deriva precisament de la creença que el deu-vent Bòreas era a Tràcia, i els hiperboris vivien més al nord d'aquest regne, on s'estava a resguard del vent i del fred.
Bòreas era fill d'Eos (l'Aurora) i d'Astreu, el fill de Crios i d'Euríbia. Era germà de Zèfir i de Notos. Forma part de la raça dels Titans, que personifiquen les forces elementals de la natura. Raptà Oritia, filla d'Erecteu, el rei d'Atenes, quan aquesta estava jugant amb les seves companyes a la riba de l'Ilissos. Amb ella tingué dos fills (Càlais i Zetes), els Borèades, i dues filles (Cleòpatra i Quíone). Una variant de la llegenda explica que el rapte d'Oritia es va fer durant una processó que pujava a l'Acròpolis, al temple d'Atena. De vegades se li atribueix a ell el càstig de Fineu, i no als seus dos fills.
També es transformà en cavall, i amb les egües de Dàrdan (o d'Erictoni) engendrà dotze poltres que podien córrer sobre un camp de blat sense tocar les espigues, i quan galopaven sobre la superfície del mar, no l'encrespaven. Primer amb una Erínia i després amb una Harpia, Bòreas també engendrà diversos cavalls ràpids.
En la mitologia romana pren el nom d'Aquiló.